# Łopiennik Dolny
Łopiennik Dolny (dawniej: Łopiennik Ruski) – wieś w Polsce położona w województwie lubelskim, w powiecie krasnostawskim, w gminie Łopiennik Górny.
Łopiennik Ruszki był wsią starostwa krasnostawskiego w 1570 roku.
W latach 1954–1959 wieś należała i była siedzibą władz gromady Łopiennik Dolny, po jej zniesieniu w gromadzie Łopiennik Górny. W latach 1975–1998 miejscowość administracyjnie należała do województwa chełmskiego.
Wieś stanowi sołectwo gminy Łopiennik Górny. Według Narodowego Spisu Powszechnego (III 2011 r.) wieś liczyła 285 mieszkańców.
Wierni Kościoła rzymskokatolickiego należą do parafii św. Bartłomieja w Łopienniku.

## Gospodarka
Łopiennik Dolny jest miejscowością typowo rolniczą, gdzie rolnictwo stoi na wysokim poziomie (chociaż średnia wielkość gospodarstw jest mniejsza niż 7 ha). Mieszkańcy uprawiają przede wszystkim zboża, rośliny okopowe, trawy nasienne, zioła i warzywa. Na terenie Łopiennika Dolnego nie ma uciążliwych zanieczyszczeń. Większość mieszkańców prowadzących działalność gospodarczą zajmuje się handlem, a nieliczni gastronomią.

## Historia
Po raz pierwszy wzmianki o Łopienniku pojawiają się w zapisach kronikarskich w XIII w. Przy okazji zwycięstwa księcia Leszka Czarnego nad Jaćwingami. Przepływająca przez wieś rzeka Łopa dała początek wiekowemu podziałowi na dwie odrębne miejscowości: Łopiennik Ruski (Dolny) i Łopiennik Lacki (Górny).
W miejscowości znajduje się dwór z początku XX wieku oraz pozostałości po parku dworskim z drugiej połowy XIX wieku.
W Łopienniku urodziła się Janina Zającówna, polska pisarka i scenarzystka filmowa.